# 雪谷大塚站

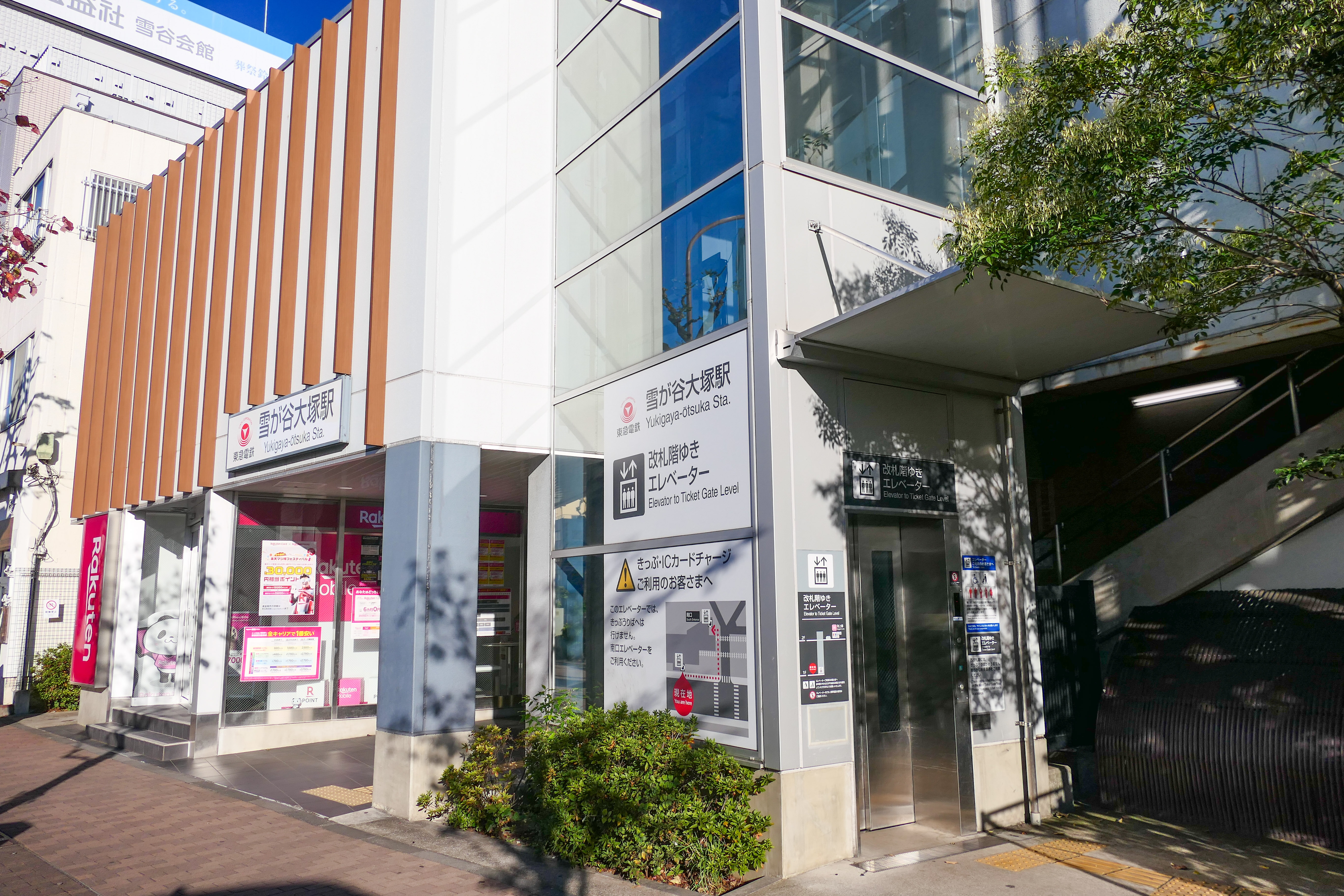
西口（2024年11月）

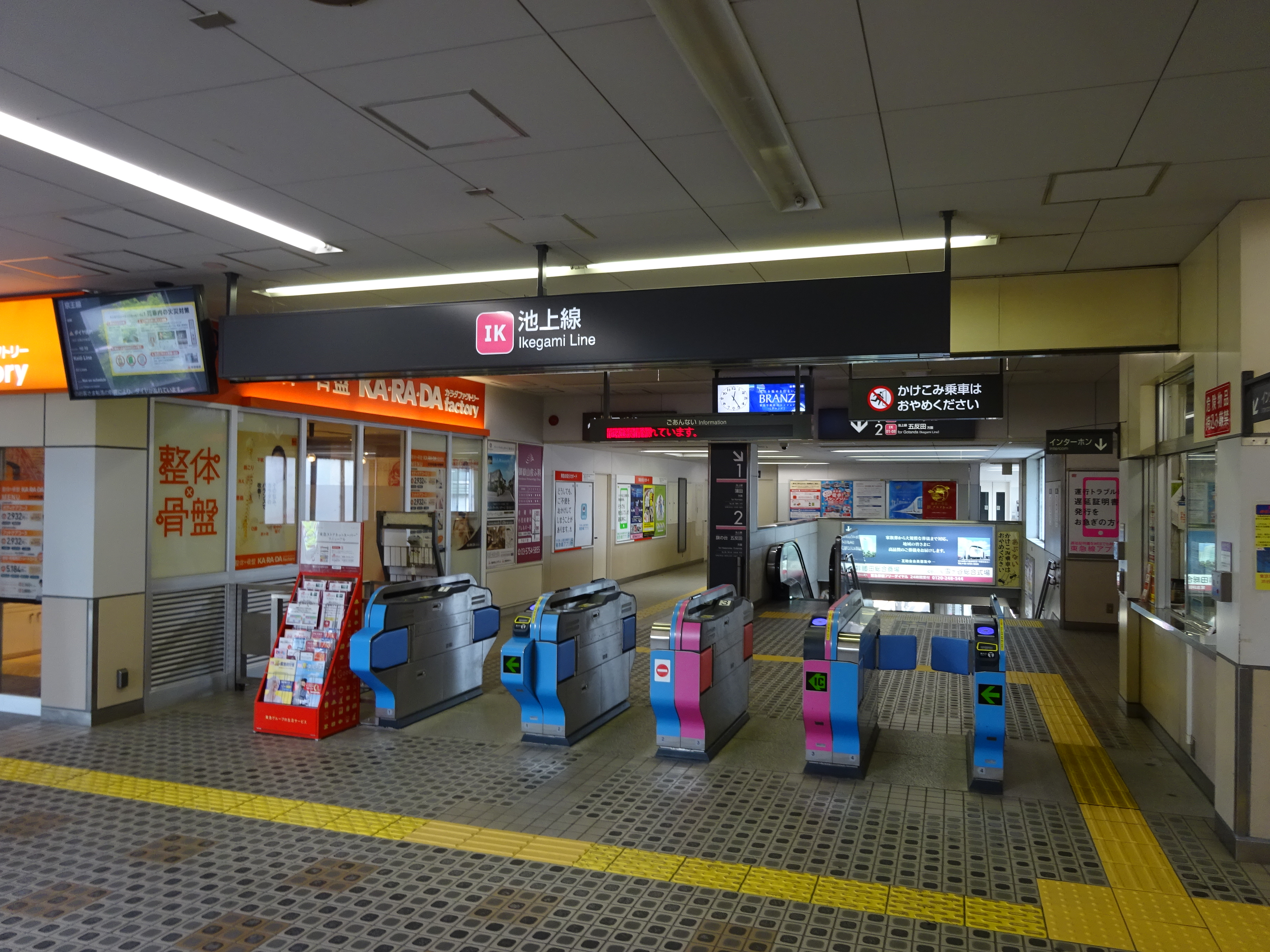
剪票口（2016年8月）

雪谷大塚站（日语：／ Yukigaya-ōtsuka eki */?）是一個位於東京都大田區南雪谷二丁目，屬於東急電鐵池上線的鐵路車站。車站編號是IK09。
早上、夜間為中心以此站始發、終到的列車，早上尖峰時段五反田開出的列車有約一半在此站折返。
站旁有池上線、東急多摩川線的車輛基地雪谷檢車區。

## 年表
- 1923年（大正12年）5月- 池上電氣鐵道雪谷站啟用[2]。 當時的站址在現在往五反田方向約一百公尺處[3]。

- 1927年（昭和2年）8月 - 調布大塚站在現在的車輛基地附近啟用[4]。
- 1928年（昭和3年）10月5日 - 新奧澤線本站 - 新奧澤間通車[5]。

- 1933年（昭和8年）6月1日 - 雪谷站及調布大塚站合併，並於現時車站位置設立雪谷站。

- 1943年（昭和18年）12月 - 車站改稱雪谷大塚站（日语：雪ヶ谷大塚駅）。
- 1966年（昭和41年）1月20日 - 車站改稱雪谷大塚站（日语：雪が谷大塚駅）[6]。
- 2000年（平成12年）
  - 7月 - 啟用付費區內電梯與付費區外電扶梯[7]。
  - 9月9日 - 付費區內電扶梯啟用[8]。
- 2005年（平成17年）1月31日 - 定期券售票處結束營業[9]。

## 車站構造
本站是島式月台1面2線地面車站，站房為跨站式站房。
管轄乘務員的雪谷大塚乘務區設於本站站內。
| 月台 | 路線   | 方向 | 目的地             |
| ---- | ------ | ---- | ------------------ |
| 1    | 池上線 | 下行 | 蒲田方向           |
| 2    | 池上線 | 上行 | 旗之台、五反田方向 |

（來源：東急電鐵:車站構內圖 （页面存档备份，存于））
越過蒲田側的站前平交道後有折返與入庫使用的橫渡線。五反田方向發至本站折返的列車，在1號線下客後，利用該橫渡線轉入上行線進入本站2號線發往五反田。入庫列車則利用該橫渡線前往車庫。

## 使用情況
2016年平均每天上下車人次有24,901人。
近年1日平均上下車人次、上車人次如下表。
| 年度               | 1日平均 上下車人次 | 1日平均 上車人次 | 來源     |
| ------------------ | ------------------ | ---------------- | -------- |
| 1990年（平成02年） |                    | 11,874           | [ * 1 ]  |
| 1991年（平成03年） |                    | 12,019           | [ * 2 ]  |
| 1992年（平成04年） |                    | 11,800           | [ * 3 ]  |
| 1993年（平成05年） |                    | 11,482           | [ * 4 ]  |
| 1994年（平成06年） |                    | 11,214           | [ * 5 ]  |
| 1995年（平成07年） |                    | 11,085           | [ * 6 ]  |
| 1996年（平成08年） |                    | 11,077           | [ * 7 ]  |
| 1997年（平成09年） |                    | 10,978           | [ * 8 ]  |
| 1998年（平成10年） |                    | 10,551           | [ * 9 ]  |
| 1999年（平成11年） |                    | 10,279           | [ * 10 ] |
| 2000年（平成12年） |                    | 10,225           | [ * 11 ] |
| 2001年（平成13年） |                    | 10,353           | [ * 12 ] |
| 2002年（平成14年） |                    | 10,389           | [ * 13 ] |
| 2003年（平成15年） | 19,992             | 10,279           | [ * 14 ] |
| 2004年（平成16年） | 20,094             | 10,266           | [ * 15 ] |
| 2005年（平成17年） | 20,747             | 10,500           | [ * 16 ] |
| 2006年（平成18年） | 21,366             | 10,800           | [ * 17 ] |
| 2007年（平成19年） | 21,980             | 11,063           | [ * 18 ] |
| 2008年（平成20年） | 22,638             | 11,362           | [ * 19 ] |
| 2009年（平成21年） | 22,517             | 11,285           | [ * 20 ] |
| 2010年（平成22年） | 22,616             |                  |          |
| 2011年（平成23年） | 22,818             |                  |          |
| 2012年（平成24年） | 23,202             |                  |          |
| 2013年（平成25年） | 23,799             |                  |          |
| 2014年（平成26年） | 23,969             |                  |          |
| 2015年（平成27年） | 24,589             |                  |          |
| 2016年（平成28年） | 24,901             |                  |          |

## 車站周邊
- 鵜木大塚古墳
- 田園調布郵便局
  - 郵貯銀行田園調布店
- 大田南雪谷郵便局
- 警視廳田園調布警察署（日语：田園調布警察署）
- 東京消防廳田園調布消防署
- 大田西地域行政中心
- 大田區役所（日语：大田区役所）嶺町特別出張所
- 阿爾卑斯電氣（日语：アルプス電気）

### 巴士路線
- 東急巴士「雪谷」巴士站
  - 蒲12：蒲田站（經池上警察署（日语：池上警察署）、蓮沼站）
  - 蒲12（入庫）：池上營業所（日语：東急バス池上営業所）
  - 蒲12：田園調布站
  - 多摩01：多摩川站
  - 多摩01：東京醫療中心（日语：独立行政法人国立病院機構東京医療センター）（經目黑線奧澤站、大井町線綠丘站、東橫線都立大學站）

## 站名由來
本站站名取自整合前的「雪谷」站與「調布大塚」站。
「雪谷」站是以開業當時的所在地荏原郡池上村大字雪谷命名。而「調布大塚」則是以當時所在地調布村大字鵜之木飛地字大塚命名。地名「大塚」是源自於調布大塚小學校西北方稻荷社的大塚古墳（正式名為鵜木大塚古墳）。字大塚在1932年編入東京市時成為「大森區調布大塚町」。接著1960年實施住居表示時，中原街道以北的原町域成立「大田區雪谷大塚町」。
「雪谷」一說是過去此地柚子（柚木）叢生而稱「柚木谷」，後演變為音近的「雪谷」。另說是附近土壤是白土，遠方看起來像是積雪而稱為「雪谷戶」或「雪谷」。

## 相鄰車站
東急電鐵
 池上線
石川台（IK08）－雪谷大塚（IK09）－御嶽山（IK10）

## 延伸閱讀
- 宮田道一. . JTBパブリッシング. 2008-09-01. ISBN 9784533071669.

## 外部連結
- 雪谷大塚（各站資訊） - 東急電鐵